# Arquebisbat de Càller

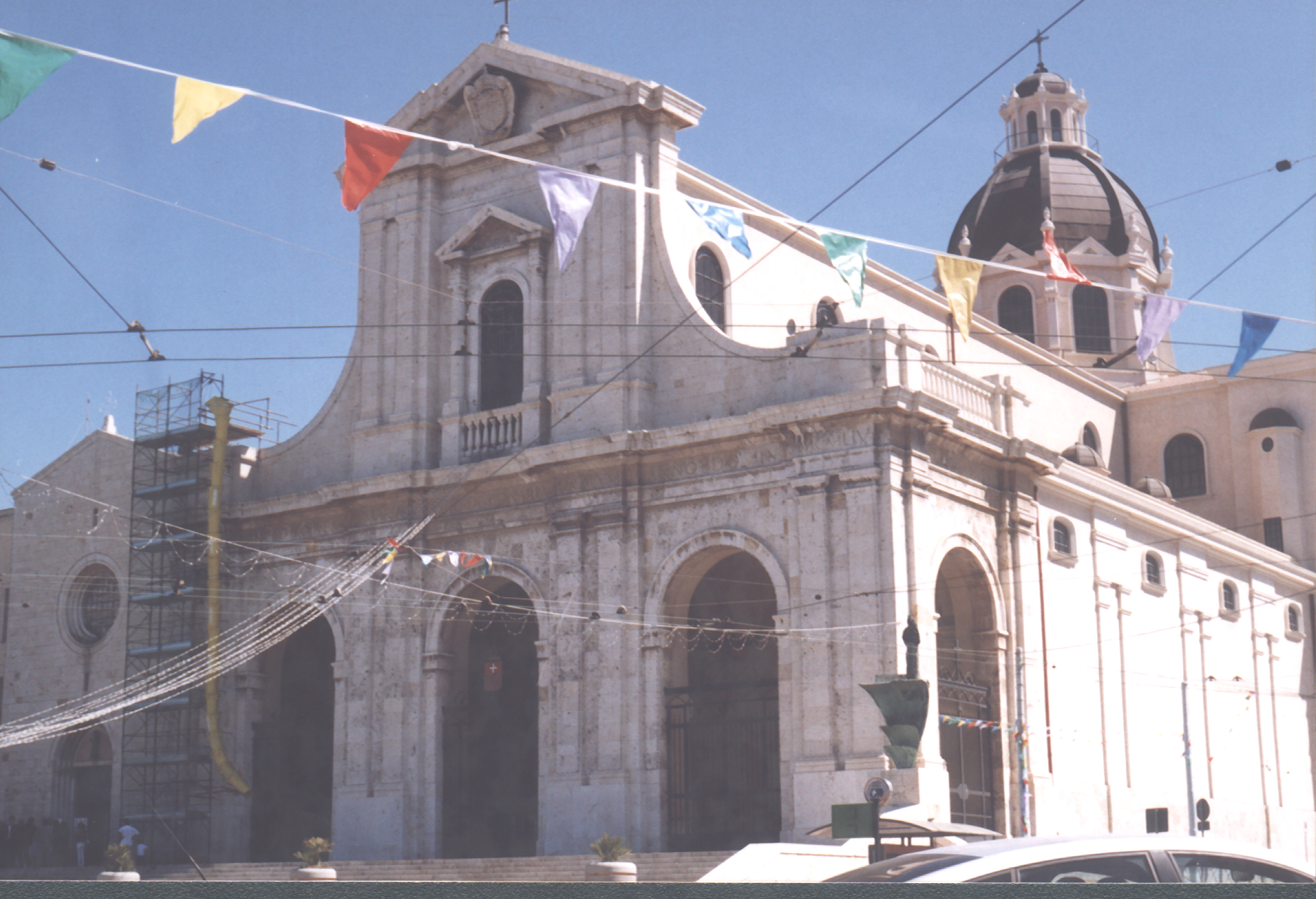
La basílica i santuari de Nostra Signora di Bonaria és el lloc de pel·legrinatge més important de l'arxidiòcesi.

L'arquebisbat de Càller (italià: arcidiocesi di Cagliari; llatí: Archidioecesis Calaritana) és una seu metropolitana de l'Església catòlica que pertany a la regió eclesiàstica Sardenya. El 2010 tenia 567.615 batejats d'un total de 572.615 habitants. Actualment està regida per l'arquebisbe Arrigo Miglio.

## Territori
L'arquebisbat comprèn la part centreoriental de la província de Càller, així com una petita part de la província de Nuoro.
La seu arquebisbal es troba a la ciutat de Càller, on es troba la catedral de Santa Maria i Santa Cecília. També a Càller es troben la basílica de San Saturn, la basílica de la Santa Creu i la basílica i santuari de Nostra Senyora de Bonaira. A Quartu Sant'Elena es troba la basílica de Santa Elena Emperadriu.
El territori està dividit en 133 parròquies.

### Província eclesiàstica
La província eclesiàstica comprèn les següents diòcesis sufragànies:
- Diòcesi d'Esglésies
- Diòcesi de Lanusei
- Diòcesi de Nuoro

## Història
La diòcesi de Càller té un origen molt antics. El primer bisbe que va tenir una certa credibilitat, almenys tradicionalment, seria Sant Avendrace, qui va ocupar la seu entre el 70 al 77 (o 87), quan va morir (probablement el 13 de setembre). Aquesta tradició està lluny de ser certa, encara que el districte de Càller que porta el seu nom, en el qual hauria viscut com un ermità, semblaria validar la tradició. Sobre la seva tomba es va construir l'església de Sant Avendrace, probablement vers el 202, quan es va descobrir; l'edifici va ser modificat durant el segle xvii, encara té l'hipogeu del segle i. El primer bisbe de Càller històricament documentat Quintasio, citat el 314, llavors el famós teòleg Sant Lucífer (als voltants del 353-370). Els bisbes de Càller semblen tenir el títol d'arquebisbes des del 484, quan es documentà l'arquebisbe Llucifer II.
Actualment l'arquebisbe de Càller és Primat de Sardenya i porta els títols de Vexil·lari de la Santa Església Romana, baró de Suelli i baró de San Pantaleó.
A l'edat mitjana, la seva jurisdicció s'estenia sobre els territoris de curatorie de Campidano, Colostrai, Decimomannu, Gipi, Nora i Nuraminis.
El títol de Primat de Sardenya apareix per primera vegada en la correspondència entre el Papa Víctor III amb l'arquebisbe Giacomo (1075-1089). El 1189, però, el Papa Innocenci II va delegar-ho a l'arquebisbe de Pisa. Més tard va ser reclamat pels arquebisbes de Càller a partir d'Antonio (1409).
Des 1420 la seva jurisdicció es va estendre sobre la suprimida diòcesi de Suelli, des del 1495 sobre la diòcesi de Galtellì, des del 1503 sobre la diòcesi de Dolia i el 1506 sobre la diòcesi de Sulcis.
En els segles següents, algunes diòcesis es van independitzar de nou: el 1824 una part de la diòcesi de Suelli formà la diòcesi d'Ogliastra, avui convertida en diòcesi de Lanusei; la diòcesi d'Esglésies va ser erigida el 1763 en un territori més o menys duplicat de l'antiga diòcesi de Sulcis; i la diòcesi de Galtellì va ser restablerta el 1779 amb seu a Nuoro.
L'arxidiòcesi de Càller va ser visitada pel Papa Pau VI el 24 abril de 1970; i el 19 i 20 d'octubre de 1985 per Joan Pau II. El 7 de setembre de 2008 va visitar la ciutat de Càller el Papa Benet XVI, en el centenari de la proclamació de la Mare de Déu de Bonaria, patrona principal de Sardenya, per part del papa Pius X. El 22 de setembre de 2013 ha estat un lloc de peregrinació del Papa Francesc.

## Cronologia episcopal
- Sant'Avendrace † (70 - 77 o 87 mort) (?)
- San Lino † (210) (?)
- San Giovenale † (303) (?)
- Quintasio † (citat el 314)
- Protogene de Càller † (325) (?)
- San Lucifero † (353 - 371 mort)
- Giusto II † (371) (?)
- Omodeo † (412) (?)
- Lucifero II † (citat el 484)
- Primasio o Brumasio † (504 - 523)
- San Severo I † (530) (?)
- Tommaso I † (citat el 580)
- Gianuario † (vers 591 - vers 603 mort)
- Anonimo (Romano ?) † (citat el 626)
- Diodato † (citat el 649)
- Giustino † (citat el 649)
- Citonato † (680 - 686)
- Anonimo (Valente ?) † (citat el 692)
- Mariano I (citat el 778) (?)
- Tomaso II † (citat el 787)
- Arsenio I † (843)
- Giovanni I † (847 - 855)
- Arsenio II † (segona meitat del segle ix)
- Antero † (segle ix) (?)
- Umberto † (1017 - 1040 mort) (?)
- Alfredo o Gualfredo † (vers 1040 - 1073)
- Giacomo † (1075 - 1089)
- Lamberto † (citat el 1089)
- Ugo † (vers 1089 - vers 1090)
- Benedetto † (1090 - 1100) (?)
- Gualfredo † (citat el 1112)
- Guglielmo I † (1119 - 1126)
- Pietro † (citat el 1126)
- Costantino † (citat el 1141)
- Bonato † (citat el 1163)
- Ricco † (1198 - 1217)
- Mariano da Sulci † (27 de març de 1218 - 1226)
- Anonimo (Sutrino ?) † (citat el 1233)
- Anonimo † (citat el 1235)
- Leonardo da Roma † (1237 - 1250)
- Domenico † (1250 - 1255) (?)
- Anonimo † (citat el 1257)
- Ugone † (1260 1276 mort)
- Pecci Ranieri † (1276 dimití)
- Gallo † (27 de novembre de 1276 - 1281)
- Biagio † (1281 - 1287) (?)
- Percivalle de Comitibus † (21 de gener de 1290 - 1295)
- Giacomo dell'Abate † (20 de setembre de 1295 - 1298 mort)
- Ranuccio, O.Min. † (8 de novembre de 1299 - 1322)
- Gioannello † (1322 - 1331)
- Gondisalvo Bonihominis † (9 d'agost de 1331 - 1341)
- Guglielmo II de Poblet, O.Cist. † (10 de febrer de 1341 - 1342)
- Sebastiano † (11 de desembre de 1342 - 1344)
- Guglielmo III, O.S.A. † (20 d'octubre de 1344 - 1348)
- Pietro Cescomes, O.Cist. † (5 de novembre de 1348 - 1352)
- Giovanni Graziani † (18 de maig de 1352 - 1354 mort)
- Giovanni d'Aragona, O.Min. † (12 de febrer de 1354 - 1369)
- Bernardo, O.Min. † (8 d'agost de 1369 - 1398 mort)
- Diego † (1386 - 1400)
- Giovanni † (1400 - 1403 mort)
- Antonio Dexart, O. de M. † (21 de febrer de 1403 - 1413)
- Giacomo Massaguer † (1414)
- Pietro Spinola, O.S.B. † (8 d'octubre de 1414 - 1422 mort)
- Giovanni Fabri, O.Carm. † (10 de maig de 1423 - 1440 dimití)
- Matteo Jofre † (29 de gener de 1440 - 1460)[1]
- Francesc Ferrer † (27 de desembre de 1460 - 13 de febrer de 1467 nomenat bisbe de Mallorca)
- Ludovico Fenollet † (13 de febrer de 1467 - 27 de gener de 1468 nomenat bisbe d'Anglona)
- Antonio Baragues, O.P. † (1469 o 1471 - 1472 mort)
- Gabriele Serra, O.Cist. † (13 de gener de 1472 - 1484 mort)
- Pietro Pilares, O.P. † (13 de juliol de 1484 - 1513 dimití)
- Giovanni Pilares † (9 de gener de 1514 - 1521 mort)
- Jerónimo Vilanova † (25 d'octubre de 1521 - 1534 mort)
- Domenico Pastorello, O.F.M.Conv. † (13 de novembre de 1534 - octubre de 1547 mort)
- Baltasar de Heredia, O.P. † (31 d'agost de 1548 - 21 d'abril de 1558 dimití)
- Antonio Paragües Castillejo, O.S.B. † (4 de novembre de 1558 - vers 1572 mort)
- Angelo da Padova, O.S.A. † (1573 - 1573 mort)
- Francisco Pérez † (29 de març de 1574 - 28 d'octubre de 1577 mort)
- Gaspare Vincenzo Novella † (6 d'octubre de 1578 - 24 d'agost de 1586 mort)
- Francesco de Val † (27 d'abril de 1587 - 1595 mort)
- Alfonso Laso Sedeño † (7 de febrer de 1596 - 1 de desembre de 1604 nomenat arquebisbe de Mallorca)
- Francisco de Esquivel † (20 de juny de 1605 - 21 de desembre de 1624 mort[2])
- Lorenzo Nieto, O.S.B. † (1625 - 1626 mort)[3]
- Ambrogio Machin, O. de M. † (20 de setembre de 1627 - 23 d'octubre de 1640 mort)
- Bernardo Lacabra † (13 de gener de 1643 - 23 de desembre de 1655 mort)
- Pietro Vico † (27 d'agost de 1657 - 19 d'octubre de 1676 mort)
- Diego Ventura Fernández de Angulo, O.F.M. † (19 d'octubre de 1676 - 11 de gener de 1683 nomenat bisbe d'Àvila)
- Antonio de Vergara, O.P. † (13 de novembre de 1683 - 1 d'octubre de 1685 nomenat bisbe de Zamora)
- Antonio Diaz de Aux, O. de M. † (18 de març de 1686 - 28 de juliol de 1689 mort)
- Francesco di Sobre Casas, O.P. † (12 de desembre de 1689 - 4 de gener de 1698 mort)
- Bernardo di Cariñena, O. de M. † (5 d'octubre de 1699 - 25 de desembre de 1722 mort)
- Raulo Costanzo Falletti † (16 de desembre de 1726 - 1 de gener de 1748 mort)
- Giulio Cesare Gandolfi † (1 d'abril de 1748 - de juny de 1758 mort)
- Tommaso Ignazio Natta, O.P. † (4 d'abril de 1759 - 27 de juny de 1763 ritirato)
- Giuseppe Agostino Delbecchi, Sch.P. † (18 de juliol de 1763 - 1 d'abril de 1777 mort)
- Vittorio Filippo Melano, O.P. † (1 de juny de 1778 - 24 de juliol de 1797 nomenat arquebisbe de Novara)
- Diego Gregorio Cadello † (29 de gener de 1798 - 5 de juliol de 1807 mort)
  - Sede vacante (1807-1819)
- Nicolo Navoni † (29 de març de 1819 - 22 de juliol de 1836 mort)
- Antonio Raimondo Tore † (2 d'octubre de 1837 - de març de 1840 mort)
- Emanuele Marongiu Nurra † (23 de maig de 1842 - 12 de setembre de 1866 mort)
- Giovanni Antonio Balma, O.M.V. † (27 d'octubre de 1871 - 5 d'abril de 1881 mort)
- Vincenzo Gregorio Berchialla, O.M.V. † (4 d'agost de 1881 - 13 d'octubre de 1892 mort)
- Paolo Giuseppe Maria Serci Serra † (16 de gener de 1893 - 18 de setembre de 1900 mort)
- Pietro Balestra, O.F.M.Conv. † (17 de desembre de 1900 - 1 de maig de 1912 mort)
- Francesco Rossi † (9 d'abril de 1913 - 15 de desembre de 1919 nomenat arquebisbe de Ferrara)
- Ernesto Maria Piovella, O.SS.C.A. † (8 de març de 1920 - 18 de febrer de 1949 mort)
- Paolo Botto † (1 d'agost de 1949 - 2 de maig de 1969 dimití)
- Sebastiano Baggio † (23 de juny de 1969 - 26 de febrer de 1973 nomenat prefecte de la Congregació per als Bisbes)
- Giuseppe Bonfiglioli † (17 d'abril de 1973 - 11 de febrer de 1984 dimití)
- Giovanni Canestri (22 de març de 1984 - 6 de juliol de 1987 nomenat arquebisbe de Gènova-Bobbio)
- Ottorino Pietro Alberti † (23 de novembre de 1987 - 20 de juny de 2003 retirat)
- Giuseppe Mani (20 de juny de 2003 - 25 de febrer de 2012 retirat)
- Arrigo Miglio, des del 25 de febrer de 2012

## Estadístiques
A finals del 2010, la diòcesi tenia 567.615 batejats sobre una població de 572.615 persones, equivalent al 99,1% del total.
| any  | població | població | població | sacerdots | sacerdots       | sacerdots       | sacerdots             | diaques | religiosos | religiosos | parroquies |
| ---- | -------- | -------- | -------- | --------- | --------------- | --------------- | --------------------- | ------- | ---------- | ---------- | ---------- |
| any  | batejats | total    | %        | total     | clergat secular | clergat regular | batejats por sacerdot | diaques | homes      | dones      |            |
| 1948 | 310.000  | 310.194  | 99,9     | 226       | 152             | 74              | 1.371                 |         | 112        | 524        | 86         |
| 1958 | 345.083  | 345.583  | 99,9     | 304       | 178             | 126             | 1.135                 |         | 196        | 910        | 95         |
| 1970 | 448.000  | 449.321  | 99,7     | 371       | 214             | 157             | 1.207                 |         | 218        | 1.051      | 114        |
| 1980 | 496.150  | 518.349  | 95,7     | 384       | 210             | 174             | 1.292                 |         | 240        | 1.033      | 125        |
| 1990 | 539.000  | 551.617  | 97,7     | 384       | 194             | 190             | 1.403                 | 6       | 246        | 976        | 133        |
| 1999 | 540.000  | 559.825  | 96,5     | 308       | 193             | 115             | 1.753                 | 21      | 140        | 878        | 132        |
| 2000 | 530.000  | 557.460  | 95,1     | 344       | 196             | 148             | 1.540                 | 27      | 173        | 870        | 133        |
| 2001 | 531.000  | 556.941  | 95,3     | 358       | 186             | 172             | 1.483                 | 29      | 211        | 848        | 133        |
| 2002 | 530.000  | 551.708  | 96,1     | 382       | 199             | 183             | 1.387                 | 32      | 226        | 870        | 133        |
| 2003 | 522.000  | 547.352  | 95,4     | 327       | 200             | 127             | 1.596                 | 31      | 163        | 828        | 133        |
| 2004 | 550.000  | 560.583  | 98,1     | 345       | 201             | 144             | 1.594                 | 29      | 181        | 804        | 133        |
| 2006 | 562.251  | 563.251  | 99,8     | 320       | 191             | 129             | 1.757                 | 30      | 162        | 940        | 133        |
| 2010 | 567.615  | 572.615  | 99,1     | 247       | 205             | 42              | 2.298                 | 37      | 99         | 820        | 133        |